# بيير بيرتيلوت
بيير بيرتيلوت (بالفرنسية: Pierre Berthelot)‏ هو رياضياتي فرنسي، ولد في 1943.